# 颱風黃蜂 (2020年)
颱風黃蜂（英語：Typhoon Vongfong，國際編號：2001，聯合颱風警報中心：WP012020，菲律賓大氣地球物理和天文服務管理局：Ambo）是2020年太平洋颱風季第1個被命名的熱帶氣旋。「黃蜂」一名由澳門提供，即黃蜂，一種長有翅膀且身體黑黃色相間的昆蟲。由於被牠的螫針刺中會令人感到疼痛，所以人們都像恐懼被颱風侵襲一樣害怕牠。5月10日，黃蜂增強為年內第一個熱帶低氣壓，隨後在5月12日成為年內第一個被命名的熱帶風暴。之後，黃蜂快速增強為強颱風，並在5月14日登陸菲律賓。颱風造成5人罹難與54人受傷，並造成21.8億披索的損失；由東南向西北穿越呂宋島後，由於環境不利所以持續減弱，最終併入滯留鋒面系統。
由於黃蜂造成超過21.8億菲律賓比索的損失，菲律賓大氣地球物理和天文服務管理局把該颱風的當地名稱Ambo從命名表中除名，以後將不再使用。2021年，當局選擇Aghon替代Ambo。基於同一原因，颱風委員會把黃蜂從命名表中除名，以後將不再使用。在次年第54次世界氣象組織颱風委員會會議中通過新名由「西望洋」取代。

## 氣象歷史

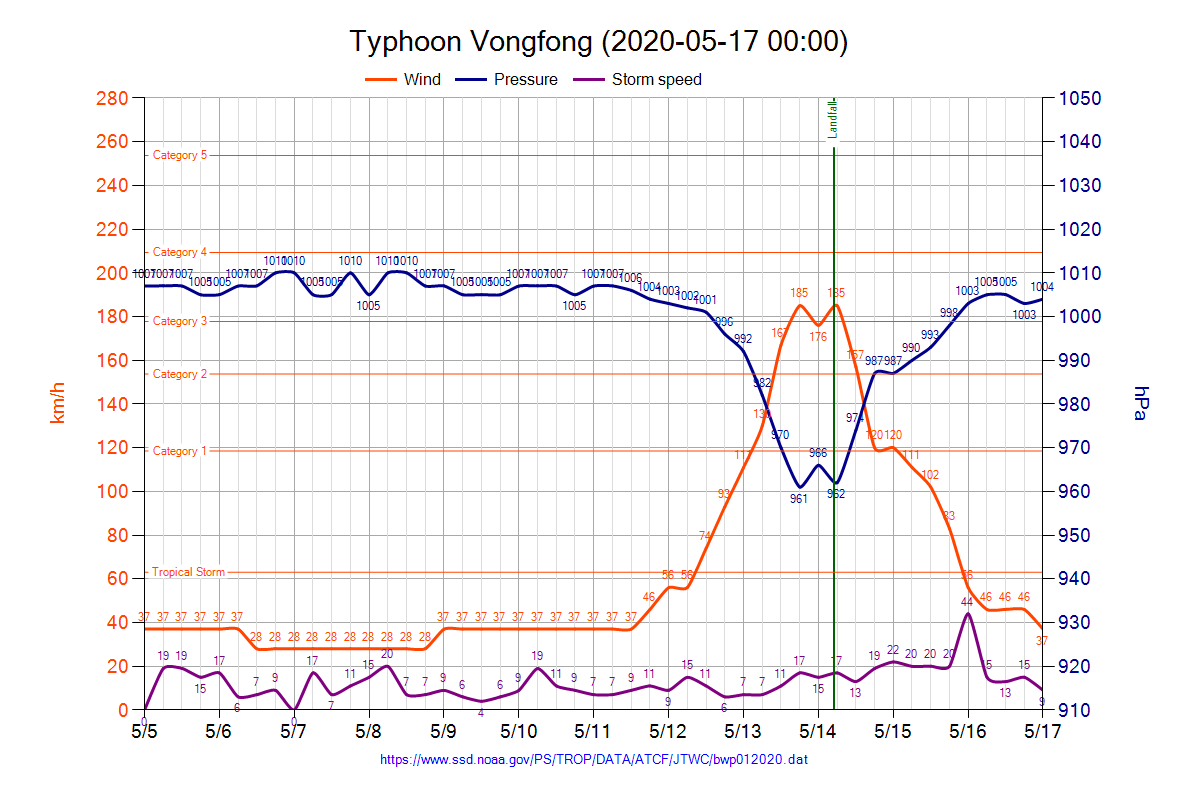
颱風黃蜂在生命期的氣壓、風力和移動速度變化圖

### 首颱形成
踏入2020年，西北太平洋的熱帶氣旋活動陷入沉寂，期間僅有少量低壓區生成，但未能進一步發展。經歷逾四個月的空窗期後，終再有熱帶氣旋發展。香港天文台在5月10日上午11時45分表示「一個熱帶氣旋似乎在形成中」，至下午3時45分把該系統升為熱帶低氣壓，日本氣象廳則於較早前的早上8時已作出此項升格，不久後菲律賓大氣地球物理和天文服務管理局也將此系統升格為熱帶低氣壓，並將其命名為Ambo，晚間8時，台灣中央氣象局將其升格為熱帶性低氣壓，給予編號TD01。該系統在低層偏南氣流帶動下向西北偏北移動，數值預報模式預料該系統會沿副熱帶高壓脊西側轉向東北移動，唯獨確實轉向位置仍有分歧，西至南海東部、東至呂宋以東海域。該系統在11日繼續鞏固低層環流中心，聯合颱風警報中心在12日凌晨4時把該系統升為熱帶低氣壓，給予熱帶氣旋編號WP012020，而日本氣象厅在上午9時25分發佈烈風警報，表示預計該系統在隨後1日內會加強為熱帶風暴，在晚上9時20分把該系統升為熱帶風暴，並命名為黃蜂，給予國際編號2001，聯合颱風警報中心也在晚上10時跟隨升格。不久之後，臺灣中央氣象局將「黃蜂」升格為輕度颱風，隨後中國國家氣象中心將此系統認定為熱帶風暴級並開始發報。13日上午2時，香港天文台將其升格為熱帶風暴。

### 近岸爆發急劇增強
因應海溫炎熱，垂直風切變微弱，以及高空輻散良好，黃蜂發展出中心密集雲團區，其中心附近有深層對流爆發組成熱塔，代表黃蜂快速增強。中國國家氣象中心和日本氣象廳接連在早上8時半和下午2時50分把黃蜂升格為強熱帶風暴，而聯合颱風警報中心在下午2時將黃蜂進一步升為颱風，並應副熱帶高壓脊向西伸延，黃蜂向西北偏西移動，時速約10公里；香港天文台直到下午6時45分才把黃蜂升為強烈熱帶風暴。入夜後黃蜂持續快速增強，在衛星雲圖上清晰可見直徑5海里的風眼被對流包裹，中國國家氣象中心和日本氣象廳接連在晚上8時20分和40分把黃蜂升為颱風，同時日本氣象廳將其風速直接上調至70節，緊接著中央氣象局和香港天文台在不久後將黃蜂升格為中度颱風和颱風；跨日後黃蜂仍然持續增強，中國國家氣象中心和香港天文台分別在5月14日上午2時40分和上午6時45分將其升格為強颱風。

### 登陸並減弱
不過聯合颱風警報中心認為，當日天亮開始，強度便開始減弱，中心附近的結構有被略為破壞，隨後菲律賓大氣地球物理和天文服務管理局認定此熱帶氣旋在下午12時15分於東薩馬省聖波利卡普登陸，登陸時十分鐘平均風速為每小時150公里，不過登陸時並未立即減弱，日本氣象廳將其十分鐘平均風速調升至85節，並達到巔峰強度，不過隨後黃蜂被地形產生的摩擦力影響，中心風速迅速削弱，下午10時，香港天文台將強颱風黃蜂降格為颱風，一小時後中國國家氣象中心也跟隨；隨著黃蜂穿越數個島嶼，持續受磨擦力影響而減弱，對流變得更為鬆散，日本氣象廳在下午2時45分將黃蜂降格為強烈熱帶風暴，中央氣象局在下午3時也將降格為輕度颱風，不久後香港天文台和聯合颱風警報中心分別在下午3時半和5時將其將其降格為強烈熱帶風暴與熱帶風暴，中國國家氣象中心在當日晚上8時跟隨。之後黃蜂持續減弱，香港天文台在16日上午3時30分將黃蜂降格為熱帶風暴，日本氣象廳也將黃蜂降格為熱帶風暴，中國國家氣象中心也在當日上午5時跟隨，之後黃蜂進入南中国海，由於受到呂宋岛地形影響，產生高低層分離。

### 出海後因環境不利而減弱消散
進入南中国海後，強度仍繼續減弱，下午4時，聯合颱風警報中心將黃蜂降格為熱帶性低氣壓，同時對其發出最後警告；中國國家氣象中心與香港天文台分別在下午5時和下午6時45分將熱帶風暴黃蜂降格為熱帶低壓與熱帶低氣壓。17日凌晨3時，日本氣象廳將其降為熱帶低氣壓，5小時後，即早上8時30分，中央氣象局將黃蜂降格為熱帶性低氣壓。上午9時15分，香港天文台將其降格為低壓區，隔日，日本氣象廳在18日晚上8時的天氣圖中，認定其已併入滯留鋒面系統。

### 事後調整
日本氣象廳在2020年8月18日發布的最佳路徑中，將黃蜂的巔峰氣壓下調至960百帕。

## 防災措施

### 菲律賓
當地發出之最高風暴信號：三號風暴信號

5月14日颱風黃蜂登陸於東薩馬省聖波利卡普

隨著熱帶氣旋增強，5月13日上午5時，菲律賓大氣地球物理和天文服務管理局對東薩馬省北部11市及北薩馬省東部7市發出一號風暴信號，當時此系統位於博龍岸東方360公里的海面上，由於預期強度會增強，阿尔拜省處在警戒狀態，當地農業部呼籲農民在熱帶氣旋登陸前，搶收農作物，以減少農業損失，同時漁船被要求留在安全地區；在阿尔拜省，當地政府從火山的山腳地區撤離了515個家庭，共計1467人，疏散到五個不同教堂。隨著熱帶氣旋增強到颱風等級，在13日晚上11時，菲律賓大氣地球物理和天文服務管理局對北蕯馬省及東蕯馬省北部發出二號風暴訊號，當時此系統位於博龍岸東北方245公里的海面上。並在隔日上午5時，對北薩馬省、東薩馬省北部8市及薩馬省北部7市發出三號風暴信號，當時此系統位於卡塔爾曼東方230公里的海面上，同時菲律賓大氣地球物理和天文服務管理局警告當地居民，暴雨會導致山體滑坡，由於當地嚴重特殊傳染性肺炎疫情仍在爆發，撤離到避難所會有群聚感染風險，當地政府為防止因撤離導致疫情擴散，安排部分撤離的居民到沒有被使用的隔離設施避難，並且撤離過程全程戴口罩；在登陸地北薩馬省，有大約35萬人撤離，並且沿海的幾個城市停工；在奎松省，當地政府也撤離居民，主要以該省東部沿海為主，有一名男子在進行屋頂加固時，不幸被電擊身亡；隨者災難發生，撤離的家庭增加到7000個；之後隨者熱帶氣旋的減弱，最高信號的等級逐步降低，到5月17日下午2時，因此系統減弱為普通低壓，菲律賓大氣地球物理和天文服務管理局除下所有風暴信號。

### 臺灣
當地發佈之颱風警報：海上颱風警報
黃蜂進入南海時仍維持輕度颱風強度，逐漸靠近臺灣東南近海，中央氣象局在5月16日11時30分發出海上颱風警報，當時黃蜂位於鵝鑾鼻南方約470公里的海面上，5月17日往返蘭嶼的船班受到影響，其中從富岡港到蘭嶼的船班全天取消；隨者黃蜂減弱為熱帶性低氣壓，中央氣象局在17日8時30分改發熱帶性低氣壓特報，當時黃蜂位於鵝鑾鼻南方130公里的海面上。

## 影響

### 菲律賓

5月15日颱風黃蜂穿越呂宋島

熱帶氣旋登陸菲律賓時，造成強風豪雨，有樹木被吹到在道路上阻礙交通，也有房屋的屋頂被吹掀，甚至有些房屋完全被破壞，有數百個隔離嚴重特殊傳染性肺炎的設施受到損壞，有一名男子因被強風吹散的玻璃擊中而確認罹難；而首次登陸地附近的電力設施受到損壞，導致大規模停電，同時電信設備也遭到損壞，共計有30個城鎮停電，而吉帕帕市被洪水淹沒，在奎松省，有一名62歲婦人被一面經強風吹倒的牆壁壓斃，另外有一位農民被壓傷。根據菲律賓農業部統計，截至5月21日為止，熱帶氣旋在全國造成5人罹難與54人受傷，並造成21.8億披索的損失。
由于黄蜂造成超过21.8亿披索的损失，菲律宾大气地球物理和天文服务管理局把该台风的当地名称Ambo从命名表中除名。

## 名称退役
由於黃蜂造成超過21.8億菲律賓比索的損失，菲律賓大氣地球物理和天文服務管理局把該颱風的當地名稱Ambo從命名表中除名。以後將不再使用。2021年選擇Auring替代Ambo。
由於黃蜂造成在菲律賓造成災難性破壞。為此颱風委員會決定將「黃蜂」除名，在2022年第54次世界氣象組織颱風委員會會議中通過新名由「西望洋」取代。

## 熱帶氣旋警告使用記錄

### 菲律賓
| 菲律賓大氣地球物理和天文服務管理局 風暴信號 | 菲律賓大氣地球物理和天文服務管理局 風暴信號 | 菲律賓大氣地球物理和天文服務管理局 風暴信號 |
| ------------------------------------------- | ------------------------------------------- | ------------------------------------------- |
| 上一熱帶氣旋                                | 一號風暴信號                                | 下一熱帶氣旋                                |
| 颱風巴蓬                                    | 一號風暴信號                                | 熱帶風暴鸚鵡                                |
| 颱風巴蓬                                    | 二號風暴信號                                | 熱帶風暴沙德爾                              |
| 颱風巴蓬                                    | 三號風暴信號                                | 颱風莫拉菲                                  |

### 臺灣
| 交通部中央氣象局 颱風警報 | 交通部中央氣象局 颱風警報 | 交通部中央氣象局 颱風警報 |
| ------------------------- | ------------------------- | ------------------------- |
| 上一熱帶氣旋              | 海上颱風警報              | 下一熱帶氣旋              |
| 中度颱風米塔              | 海上颱風警報              | 中度颱風哈格比            |
| 交通部中央氣象局 天氣特報 |                           |                           |
| 輕度颱風百里嘉            | 熱帶性低氣壓特報          | 熱帶性低氣壓              |

## 外部連結
| 太平洋颱風季             |
| 主題頁 - 專題 - 編輯指南 |

- （日語）日本氣象廳首頁 （页面存档备份，存于）
- （英文）聯合颱風警報中心首頁 （页面存档备份，存于）
- （简体中文）國家氣象中心首頁 （页面存档备份，存于）
- （繁體中文）臺灣中央氣象局首頁 （页面存档备份，存于）
- （繁體中文）香港天文台首頁 （页面存档备份，存于）
- （繁體中文）澳門地球物理暨氣象局首頁 （页面存档备份，存于）
- （英文）菲律賓大氣地球物理和天文管理局首頁 （页面存档备份，存于）
- （英文）菲律賓大氣地球物理和天文管理局 惡劣天氣公告 （页面存档备份，存于）
- （泰文）泰國氣象局首頁 （页面存档备份，存于）